# Hyalinobatrachium cappellei
Hyalinobatrachium cappellei es una especie de anfibio anuro de la familia Centrolenidae. Se distribuye por el sur y este de Venezuela, Guyana, Surinam, Guayana Francesa, norte de Brasil y sur de Colombia. Habita en las riberas de arroyos en selvas tropicales. Los machos croan desde el envés de las hojas de los árboles, donde también ponen sus huevos. Hasta 2011 se consideraba la misma especie que Hyalinobatrachium fleischmanni.